# Коляскин, Сергей Викторович
Сергей Викторович Коляскин (род. 10 февраля 1949, Коломна, Московская область) — советский гребец. Мастер спорта СССР международного класса.
Учился в Коломенском педагогическом институте. Представлял общество «Труд» (Коломна). Трёхкратный чемпион СССР в восьмёрке (1972, 1973, 1974).
Участник Олимпийских игр 1972 года в Мюнхене. Бронзовый призёр домашнего чемпионата Европы 1973 года, который пришёл в Москве (восьмёрка).